# 油溪长江大桥
油溪长江大桥（或油溪长江特大桥）是位于中华人民共和国重庆市江津区油溪镇和龙华镇之间的一座横跨长江的单跨悬索桥，位于油溪镇中心下游1.8公里，呈南北走向，为合璧津高速的一部分，也是该高速的重点控制性工程。
油溪长江大桥主桥全长1178米，主跨760米，边跨分别为210米和240米，桥面宽度30米，为双向4车道，设计速度为100公里每小时。大桥于2021年10月1日实现合龙，于2024年1月26日建成通车。

## 特点
据媒体报道，该桥创下两个中华人民共和国国内第一：拥有国内第一深挖路堑（43.5米）、大倾角（45°）隧道式锚碇，即所谓“国内第一深挖方隧道锚”，以及国内大跨悬索桥中高差最大的不等高斜腿框架桥塔，两桥塔高差17米。有媒体报道称其“拥有国内最大倾角的隧道式锚碇”，然而在其通车时，世界倾角最大的隧道式锚碇悬索桥其实是位于云南省的绿汁江大桥，其倾角为54°，2022年已完工通车。
该桥也是中国铁建集团第一座自主设计、施工、投资、运营的跨江悬索特大桥梁。

## 历史
2017年12月24日，油溪长江大桥于油溪镇（北岸）破土动工（一说开工日期为2018年8月25日）。作为合璧津高速的重点控制性工程，油溪长江大桥的动工也标志着合璧津高速正式开工。
2018年8月30日，大桥主塔首根桩基砼灌注施工顺利完成。2021年7月12日，大桥施工进入钢箱梁吊装阶段。同年10月1日实现合龙。2022年2月下旬，大桥进入桥面铺设施工阶段。
2023年10月22日，油溪长江大桥最大工况静动载试验成功。2024年1月26日，重庆合川至璧山至江津高速公路江津段建成通车。